# Институт Авраама Линкольна
Институт Авраама Линкольна (англ. Abraham Lincoln Institute, ALI), основанный в 1997 году, является американской некоммерческой организацией, занимающейся научными историческими исследованиями жизни и деятельности Авраама Линкольна. Институт расположен в штате Мэридленд.
Институт вручает премии за диссертации, книги и проводит ежегодный симпозиум для поощрения и представления научных исследований о жизни и наследии Авраама Линкольна. Эти ежегодные симпозиумы, проводимые в Национальном архиве в Колледж-Парке, штат Мэриленд, а в последнее время — в театре Форда в Вашингтоне, являются местом, где начинающие и известные ученые, изучающие материалы, связанные с Линкольном, представляют результаты своих исследований. Симпозиумы открыты для широкой публики, и они часто снимаются на видео такими организациями, как Национальный архив и C-SPAN.

## Основание и организация
Институт Авраама Линкольна был зарегистрирован в штате Мэриленд 9 июня 1997 года. Его официальное членство состоит исключительно из совета директоров, большинство из которых должны быть национально признанными учеными по теме Авраама Линкольна или американской гражданской войны. Совет директоров собирается не реже двух раз в год с целью планирования образовательных программ и симпозиума, выборов должностных лиц и обсуждения других вопросов, таких как ежегодные премии за диссертации и книги. Совет директоров работает под руководством исполнительного комитета. В состав совета директоров входят:
- Терри Алфорд
- Джон Барр
- Майкл Ф. Бишоп
- Майкл Берлингейм[англ.] (вице-президент)
- Джоан Э. Кэшин
- Джошуа Клейборн[англ.]
- Джейсон Эмерсон
- Кларк Эванс (генеральный секретарь)
- Стивен Голдман
- Уильям К. Харрис[англ.]
- Томас А. Хоррокс
- Чарльз М. Хаббард
- Дэвид Дж. Кент
- Дональд Р. Кеннон
- Мишель Краул
- Гордон Лейднер (казначей)
- Фред Дж. Мартин, мл.
- Стейси Пратт МакДермотт
- Эдна Грин Медфорд[англ.]
- Лукас Э. Морель
- Майкл П. Мусик
- Тревор К. Плант
- Родни А. Росс
- Скотт Сэндидж[англ.]
- Дэвид Седдельмайер
- Джон Р. Селлерс
- Рон Соодалтер (президент)
- Пол Р. Тетро
- Дерек Уэбб
- Джонатан У. Уайт (председатель совета директоров)
- Роберт С. Уиллард
- Дуглас Л. Уилсон[англ.]

## Награды за диссертации и книги
Совет директоров Института Авраама Линкольна ежегодно присуждает две премии. Премия Николая и Хея присуждается совместно с Ассоциацией Авраама Линкольна за наиболее примечательную, по мнению этих двух организаций, диссертацию предыдущего года по теме, связанной с Авраамом Линкольном. Книжная премия Института Авраама Линкольна присуждается за самую примечательную книгу по теме, связанной с Авраамом Линкольном за предыдущий год. В прошлом лауреатами книжной премии были Аллен Гельцо за книгу «Президент-искупитель» (2000) и Каллом Дэвис за книгу «Юридические документы Линкольна» (2001).

## Ежегодный симпозиум
Начиная с 1998 года, весной каждого года институт проводит однодневный симпозиум под названием «Последние достижения в изучении Линкольна». На этом симпозиуме ученые-линкольнисты представляют результаты своих текущих исследований по темам, связанным с Авраамом Линкольном. На этом мероприятии также объявляются ежегодные премии за диссертации и книги. Симпозиум проводится в Вашингтоне (округ Колумбия), и широкая публика приглашается на него бесплатно. В прошлом на симпозиуме выступали такие исследователи Линкольна, как Дуглас Л. Уилсон, Аллен Гельцо, Майкл Бурлингейм, Каллом Дэвис и Габор Боритт. Выступали также такие исследователи Линкольна, как Дорис Кернс Гудвин и Льюис Лерман.